# Флянгольц, Олег Рудольфович
Оле́г «Флянц» Флянго́льц (полное имя Ольгерд Рудольфович Флянгольц; 19 декабря 1965, Москва — 2 августа 2021) — российский кинорежиссёр и оператор, клипмейкер. Внук звукорежиссёра Дмитрия Соломоновича Флянгольца.

## Биография
Родился 19 декабря 1965 года в Москве. В 1986 году поступил в Московский институт культуры.
Клипы начал снимать в 1988 году. Снял большое количество видеоклипов для рок-групп «Алиса», «ДДТ», «Tequilajazzz», «Наив», «НЭП» и др.
Известен музыкальным фильмом о творчестве Виктора Цоя «Просто хочешь ты знать» и картиной «Безразличие», ставшей победителем фестиваля «Кинотавр» в 2011 году.
Скончался 2 августа 2021 года от остановки сердца.

## Фильмография

### Клипы
- НЭП — Я болен СПИДом (1991)
- Объект насмешек — Нет злости (1992)
- Матросская Тишина — Whispers of my jealousy (1993)
- Матросская Тишина — Satisfucktion (1993)
- НЭП — Спичек нет (1994)
- Алиса — Белая невеста (1995)
- Колибри — Темочка (1995)
- Курылев Вадим — Те, кто ждут (1996)
- Евгений Осин и группа «Ksichties» — Белый павлин (1997)
- Tequilajazzz — Меня здесь нет (1998)
- ДДТ — Одноразовая жизнь (1999)
- Восьмая Марта — Нева (2002)
- Алиса — Небо славян (2003)
- Алиса — Родина (2003)
- ДДТ — Она (2003)
- НАИВ — Я не шучу (2003)
- Курылёв Вадим — Харакири (2004)
- Курылёв Вадим — Отражение (2004)
- Софья Ская — Возвращение (2005)
- ДДТ — В бой! (2005)
- Софья Ская — Город (2006)
- Алиса — Власть (2008)
- Александр Заславский — Обратный билет (2015)
- Александр Заславский — Минус пять (2017)

### Фильмы
- 2006 — «Просто хочешь ты знать»
- 2010 — «Безразличие»

## Дискография
- 2002: концертный альбом-трибьют группе «Кино» — «День рождения Виктора Цоя». Олег Флянгольц выступил фотографом альбома.